# إدوارد إف. كيني سينيور
إدوارد إف. كيني سينيور (بالإنجليزية: Edward F. Kenney Sr.) هو لاعب كرة قاعدة أمريكي، ولد في 1921، وتوفي في 2006.